# 柳亭痴楽 (4代目)
四代目 柳亭 痴楽（りゅうてい ちらく、1921年5月30日 - 1993年12月1日）は、富山県生まれの落語家。幼少のときに東京へ出て本所（東京都墨田区）で育った。本名∶藤田 重雄。日本芸術協会（現：落語芸術協会）理事長を歴任。出囃子は『きぬた』。軽快な歌い調子の新作落語で人気となった。俗に「綴方狂室の痴楽」と言う。

## 人物
1921年（大正10年）5月30日、富山県富山市生まれ。幼少期に小児麻痺を患う。初め義太夫として豊竹巌太夫に入門。その後1939年、落語家7代目春風亭柳枝に入門。笑枝を名乗る。1941年1月に師匠柳枝が死去、4月大師匠であった5代目柳亭左楽の門下へ移籍。二ツ目昇進で大師匠・師匠の前名4代目痴楽を襲名。
1945年9月、第二次世界大戦後初の真打。この頃若手三羽烏（5代目柳家小さん・3代目三遊亭歌笑・痴楽）の一人として売り出した。特に歌笑は親友でありライバルであった。1950年に歌笑が不慮の事故死。当時の歌笑のマネージャーは、すでにめいっぱいスケジュールを入れていため代演として痴楽を抜擢した。痴楽は、歌笑の十八番「純情詩集」（「七・五調」で演じるもの）に極めてよく似たテイストのネタをかけることとした（歌笑のネタをそのままで「歌笑純情詩集より」として演じていた事もある）。それが「七・五調」で演じる新作落語「痴楽綴方狂室」、「恋の山手線」である。また、「破壞し尽くされた顔の持ち主」、「柳亭痴楽はいい男」のフレーズも、顔をネタにした歌笑のアピールポイント（珍顔で売っていた）そのままであった。その後、一躍人気落語家となり、ラジオ、テレビ、映画へと進出。1972年、日本芸術協会理事から新設された理事長に就任する。
1973年10月、大阪道頓堀角座のトリプル襲名披露興行（4代目桂福團治、2代目桂枝雀、5代目笑福亭枝鶴）へ出演中、3日目の興行で脳血栓で倒れる。そのまま闘病生活に入り、関西の病院を転々としながら治療、療養を20年あまり続ける。1987年に東京・浅草の特養老人ホームに移る。落語家として致命的な言語障害を克服することができなかった。
45歳で離婚ののち、23歳だった歌手千原みきと結婚。痴楽が倒れたことで引退し生涯を痴楽の看病に専念したが、1985年頃、痴楽より先に死去した。
1993年、20年ぶりに復帰。8月、テレビ番組「徹子の部屋」に出演、10月31日には落語関係者有志の尽力により新宿末廣亭での余一会「痴楽を励ます会」で高座に復帰。立ち見の出る満員となり、痴楽は開口一番「まだ生きています」と言って観客を湧かせた。 
1993年12月1日、心不全により死去。72歳没。

## 年表
- 1921年（大正10年）5月30日、富山県富山市生まれ。
- 1939年
  - 義太夫として豊竹巌太夫に入門。
  - 落語家7代目春風亭柳枝に入門。笑枝を名乗る。
- 1941年
  - 1月∶師匠柳枝が死去。
  - 4月∶大師匠5代目柳亭左楽の門下へ移籍。二ツ目昇進で大師匠・師匠の前名4代目痴楽を襲名。
- 1945年:生まれたばかりの女児を東京大空襲で亡くす[1]。
- 1945年9月∶第二次世界大戦後初の真打になり、人形町末廣にて真打披露を行なう。
- 1972年∶日本芸術協会理事長に就任。
- 1973年10月∶大阪の道頓堀角座のトリプル襲名披露興行（4代目桂福團治、2代目桂枝雀、5代目笑福亭枝鶴）へ出演中に脳血栓で倒れ、そのまま闘病生活に入る。
- 1987年∶東京・浅草の特養老人ホームに移る。
- 1993年
  - 20年ぶりに復帰。
  - 8月4日∶テレビ番組「徹子の部屋」に出演。
  - 10月31日∶新宿末廣亭での余一会「痴楽を励ます会」で高座に復帰。
- 1993年12月1日∶心不全により死去。72歳没。

## その他
- 東京の定席にはほとんど出ず、高座は大阪を中心に入れていた。香盤問題等で芸術協会の内部に軋轢が生じていて楽屋に居づらかった[注 3]と言った事情もあったのだが、当時痴楽には愛人がおり、それは大阪の演歌歌手・千原みきだったからだ。愛人に貢ぐだけでなく、他の芸人にも気前良く奢る豪遊振りで、同年代の芸人からも「チィ旦那」と呼ばれて慕われた。一方その豪遊のためか、借金に苦しんでいたともいう。
- 1964年には歌笑・痴楽の両方と親しい落語評論家小島貞二が作詞し、小林旭が歌う「恋の山手線」という曲がリリースされた。痴楽へのオマージュである（クレジットに痴楽の名が入っていないがどういう経緯で痴楽が了解したのか不明）。しかし歌詞は痴楽のものと似ているような似ていないような微妙に別物のものとなり、もちろん新たなメロディーがつくられている。モダンチョキチョキズがカバーしたのは旭の曲。
- 1972年には自ら団長格としてアメリカへ渡り、現地の日系人に史上初の米国寄席を行った。
- 自身も1970年にレコード歌手としてデビューしている。「落語家ぶし 男なんてポポイのポイ」（コロムビアミュージックエンタテインメント）。

## 主なネタ
- 痴楽綴方狂室（頻繁にマクラで演じた「恋の山手線」「青春日記」「笑道一代」など）
- 隅田川
- ラブ・レター（「女給の文」の改作）
- 浮世床
- 天災
- 桃太郎
- 新聞記事
- 八百屋お七
- 運転手募集
- 西行
- 親父の勉強
- 宿題
- 幽霊タクシー(鶯春亭梅橋による新作)
- 楊貴妃

## 一門弟子
落語家
- 二代目春風亭梅橋
- 五代目柳亭痴楽
- 柳亭楽輔 - 三笑亭夢楽門下へ
- 柳亭痴栄蔵 - 詳細不明

色物
- 伏見ちか志 - 司会・漫談
- 柳亭久楽 - 前名:ら久楽（漫談）

## 作品

### CD

#### 音楽
「男なんてポポイのポイ」はいくつかの企画盤に収録されている。

#### 落語
- 『決定盤 四代目 柳亭痴楽落語集』コロムビアミュージックエンタテインメント,COCJ-34585-6,2007年
- 『落語名人集 (3) 四代目　柳亭痴楽』コロムビアCOCJ-31446,2001年
- 『落語名人集 (4) 四代目　柳亭痴楽』コロムビアCOCJ-31447
- 『落語名人集 (5) 四代目　柳亭痴楽』コロムビアCOCJ-31448
- 『綴り方狂室』日本音声保存 ANOC-7036/37（朝日ソノラマ・「特選シリーズ痴楽綴り方狂室」のリマスタリング）
- 『NHK新落語名人選 四代目 柳亭痴楽』ユニバーサルUICZ-4145
- 『日本の伝統芸能シリーズ 落語1 四代 柳亭痴楽』テイチクTECR-20151　カセットもあり
- 『落語秘蔵盤: 痴楽「桃太郎」「幽霊タクシー」／桂小南「西の旅」』COCJ-32748
- 『ききたい落語家シリーズ;(10) 柳亭痴楽・三代目三遊亭円歌』コロムビアCOCF-12950

### 出演映画
- 幽霊タクシー（東京映画、1956年）　痴楽十八番の新作落語「幽霊自動車」の映画化。
- 海の三等兵（新東宝、1957年）
- 東京のテキサス人（東京映画、1957年）
- 新妻の実力行使（富士映画、1957年）
- 与太郎戦記（大映東京、1969年）後輩春風亭柳昇の著書の映画化、柳昇を含め多数の落語家が出演
- 与太郎戦記 女は幾万ありとても（大映東京、1970年）
- 裸でだっこ（ダイニチ映配、1970年）　志ん朝主演